# Mussaenda pullei
Mussaenda pullei är en måreväxtart som beskrevs av Theodoric Valeton. Mussaenda pullei ingår i släktet Mussaenda och familjen måreväxter. Inga underarter finns listade i Catalogue of Life.